# Don't Let Daddy Kiss Me
Don't Let Daddy Kiss Me (Non lasciare che papà mi baci) è una canzone della band inglese heavy metal Motörhead, contenuta nel loro album autoprodotto Bastards e, pubblicata come singolo nel 1993 dall'etichetta indipendente ZYX Music.
Oltre alla title track fanno parte del disco anche Born to Raise Hell (il singolo successivo) e Death or Glory. 

Tutte e tre le canzoni sono tratte dall'album Bastards, dello stesso anno.
Don't Let Daddy Kiss Me parla dell'abuso infantile ed è uno dei pezzi preferiti di Lemmy.
Il leader della band la scrisse nel 1990 e, la offrì sia a Lita Ford che a Joan Jett.
Alla fine, finì per interpretarla egli stesso..

## Tracce
1. "Don't Let Daddy Kiss Me" (Kilmister)
2. "Born To Raise Hell" (Kilmister)
3. "Death Or Glory" (Kilmister, Burston, Campbell, Dee)

## Formazione
- Lemmy Kilmister: basso, voce
- Phil Campbell: chitarra
- Würzel: chitarra
- Mikkey Dee: batteria